# Monieux
Monieux è un comune francese di 352 abitanti situato nel dipartimento della Vaucluse della regione della Provenza-Alpi-Costa Azzurra. Il suo territorio è bagnato dal fiume Nesque, che vi ha scavato profonde gole, oggi meta turistica.

## Società

### Evoluzione demografica
Abitanti censiti